# Cepola pauciradiata
Cepola pauciradiata är en fiskart som beskrevs av Cadenat, 1950. Cepola pauciradiata ingår i släktet Cepola och familjen Cepolidae. Inga underarter finns listade i Catalogue of Life.